# Жантиль-Бернар
Жанти́ль-Берна́р (фр. Gentil-Bernard, настоящее имя Пьер Жозеф Бернар, Pierre Joseph Bernard; 26 августа 1708 года, Гренобль — 1 ноября 1775 года, Шуази-ле-Руа) — французский поэт и драматург, известный под прозвищем Жантиль-Бернар (Бернар-добряк), данным ему Вольтером.
Родился в семье скульптора, воспитывался в Лионской иезуитской коллегии. Закончил жизнь в 1775 г. в должности королевского библиотекаря.

## Творчество
Произведения Бернара немногочисленны, но в своё время были весьма популярны. Лучшие из них:
- «Castor et Polloux» («Кастор и Поллукс», 1737; Рамо в том же году использовал лирику для написания лирической трагедии).
- «Art d’aimer»;
- рассказ в стихах «Phrosine et Mélidore» (1772).

Полное собрание его сочинений издано в 2 т., в Париже, 1803 г.